# Iglesia de Santo Domingo de Silos (Daroca)
La Iglesia de Santo Domingo de Silos es una iglesia de Daroca.
Edificada entre los siglos XII y XIII), tras los daños sufridos en un incendio en 1735, solo quedaron elábside románico-gótico y la torre, declarada bien de interés cultural por ser el ejemplo más temprano de arte mudéjar en un campanario cristiano, con sus detalles en cerámica vidriada y arcos de la más pura tradición islámica. 
Fue reconstruida en el siglo XVIII en estilo barroco, cambiando su orientación, ubicándose el coro en el antiguo altar.